# Präfektur Mie
Die Präfektur Mie (japanisch 三重県 Mie-ken) ist eine der Präfekturen Japans. Sitz der Präfekturverwaltung ist Tsu. Mie liegt auf der Hauptinsel Honshū sowie über 200 vorgelagerten Inseln und wird in der klassischen geographischen Acht-Regionen-Einteilung Japans der westjapanischen Region Kinki/Kansai zugeordnet, in praktischen Kontexten aber oft zu Tōkai bzw. großräumiger Chūbu/Zentral-/Ostjapan gezählt, so etwa bei der nationalen Polizeibehörde, Unterhauswahlen, oder bei den Nachfolgegesellschaften der Staatsbahn.

## Name
Nach dem Kojiki (古事記) stammt der Name Mie (wörtlich: „dreifach“) von Yamato Takeru. Als dieser sich aufmacht, die Gottheit vom Berg Ibuki zu unterwerfen, muss er erst einen Berg überwinden, auf dem diese Gottheit ihm einen heftigen Eisregen entgegenschickt, und dann die Tagi-Ebene (當藝野) durchschreiten. Als er schließlich ein Dorf erreicht, sagt er:

「吾が足は三重の勾の如くして甚疲れたり。」

„Ware ga ashi wa mihe no magari no shikushite ito tsukaretari.“

„Meine Beine sind wie dreifach gekrümmt und äußerst müde.“

Daraufhin bekam das Dorf und damit der Ritsuryō-Landkreis der Provinz Ise den Namen Mihe bzw. Mie. Yamato Takeru erlag kurz darauf seinen Strapazen.
Die moderne Präfektur Anotsu wurde nach dem Landkreis Mie umbenannt, als 1872 die Präfekturverwaltung dorthin umzog. Zwar wurde die Hauptstadt bald wieder verlegt, aber der Name blieb.

## Politik
- KPJ: 1
- Shinsei Mie („Erneuerung Mie“; mit KDP): 21
- Kusa no ne undō Iga („Graswurzelbewegung Iga“): 1
- Kōmeitō: 2
- Sōmō (草莽; mit LDP): 4
- LDP: 19

Zum Gouverneur von Mie wurde im September 2021 mit breiter Parteienunterstützung (LDP, KDP, Kōmeitō, DVP) Katsuyuki Ichimi gewählt, ein ehemaliger MLIT-Beamter; er setzte sich mit über 71 % der Stimmen gegen die KPJ-unterstützte Kandidatin Emi Okano (18 %) und den Unabhängigen Tsuyoshi Ishikawa (11 %) durch. Die Wahlbeteiligung lag bei knapp 38 %. Vorgänger Eikei Suzuki war für einen geplanten Wechsel ins nationale Abgeordnetenhaus zurückgetreten.
Das Parlament von Mie wird bei den einheitlichen Regionalwahlen gewählt und wurde 2023 auf 48 Mitglieder verkleinert. Bei den Wahlen 2023 blieb die LDP mit 21 Sitzen mit Abstand stärkste Partei, allerdings ist die Fraktion Shinsei Mie aus ehemaligen Demokraten weiterhin die stärkste Fraktion.
Mie ist die Heimatpräfektur des früheren DPJ- und Minshintō-Vorsitzenden Katsuya Okada; und obwohl nur der Norden, der Teil des pazifischen Städtebandes ist und zur Chūkyō-Metropolregion um Nagoya gehört, stärker urbanisiert und industrialisiert ist, war die Demokratische Partei relativ stark. In der Nationalversammlung wird Mie seit 2017 nur noch durch vier Abgeordnete im Abgeordnetenhaus, dem Unterhaus, und zwei im Rätehaus, dem Oberhaus, vertreten. Namentlich sind die direkt gewählten Abgeordneten aus Mie nach den Wahlen 2019 2022, 2024, und Parteiänderungen seitdem (Stand: November 2024):
- im Abgeordnetenhaus
  - für den Wahlkreis 1 mit der Hauptstadt Tsu Norihisa Tamura (LDP, 10. Wahl),
  - für den Wahlkreis 2 nördlich davon bis zum Südteil von Mies größter Stadt Yokkaichi Kōsuke Shimono (KDP, 1. Wahl), vorher seit 2011 Präfekturparlamentsabgeordneter von Mie,
  - für den Wahlkreis 3 ganz im Norden von Mie mit dem nördlichen Teil von Yokkaichi Katsuya Okada (KDP, 12. Wahl),
  - für den Wahlkreis 4 im ländlicheren Süden von Mie Ex-Gouverneur Eikei Suzuki (LDP, 2. Wahl),
- im Rätehaus
  - bis 2025 Yūmi Yoshikawa (LDP, 2. Wahl), vor der Wahl 2013, bei der sie den demokratischen Amtsinhaber Chiaki Takahashi besiegte, Mitarbeiterin der Mitsui-Sumitomo-Bank (engl. Sumitomo Mitsui Banking), und
  - bis 2028 Sachiko Yamamoto (LDP, 1. Wahl), vor der Wahl 2022 um die Nachfolge von Hirokazu Shiba (KDP) Präfekturparlamentsabgeordnete.

## Wirtschaft
In Yokkaichi befindet sich einer der führenden petrochemischen Komplexe Japans, der zu einer Konzentration von fortschrittlicher Materialherstellungstechnologie beiträgt. Die Präfektur Mie verfügt über eine hohe Konzentration von Produktions- und Forschungseinrichtungen, die von der Material-, Teile- und Komponentenherstellung bis hin zur Verarbeitungs- und Montageindustrie reichen.

## Verwaltungsgliederung

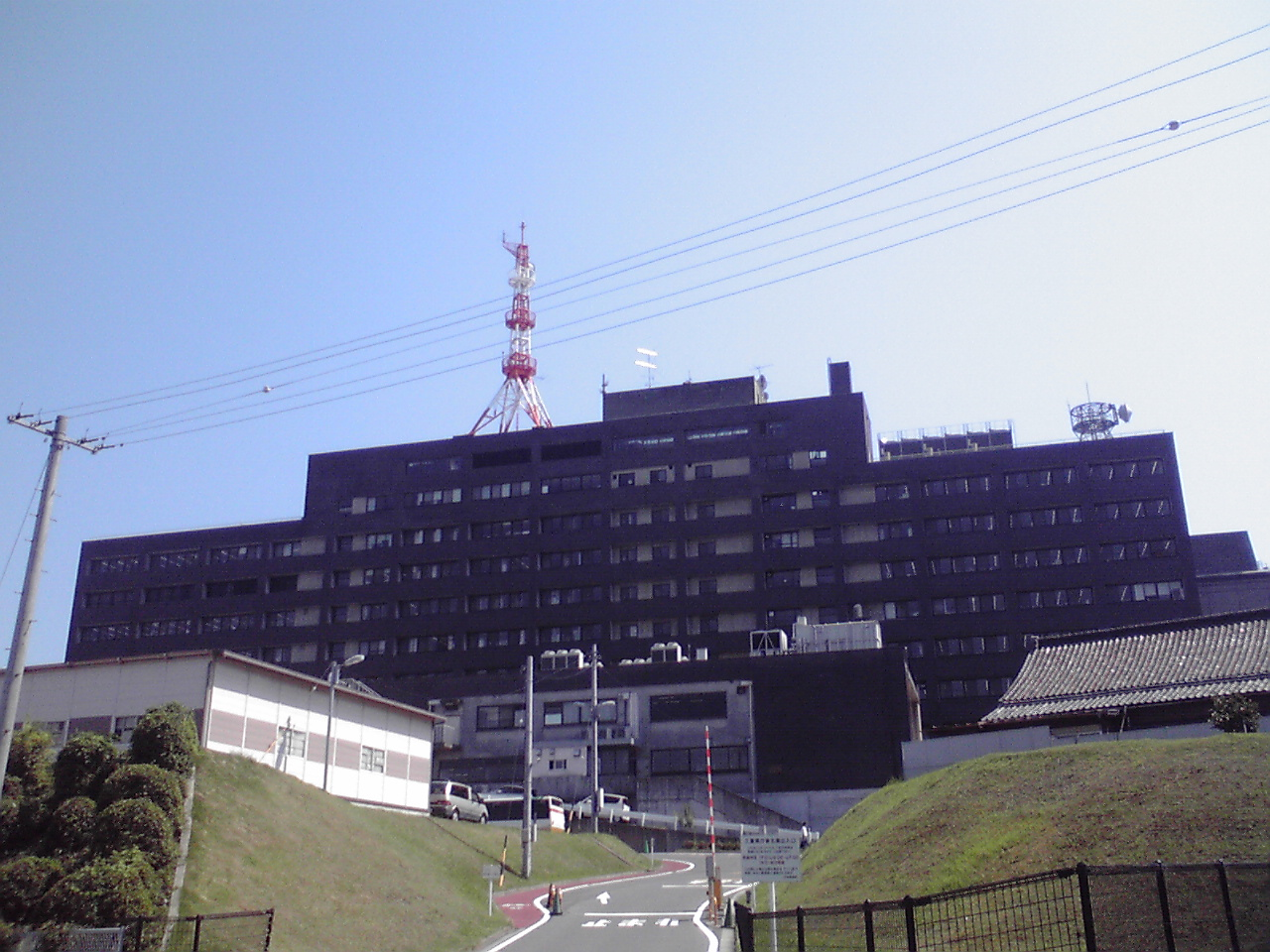
Hauptgebäude der Präfekturverwaltung in Tsu, in dem auch das Parlament tagt.

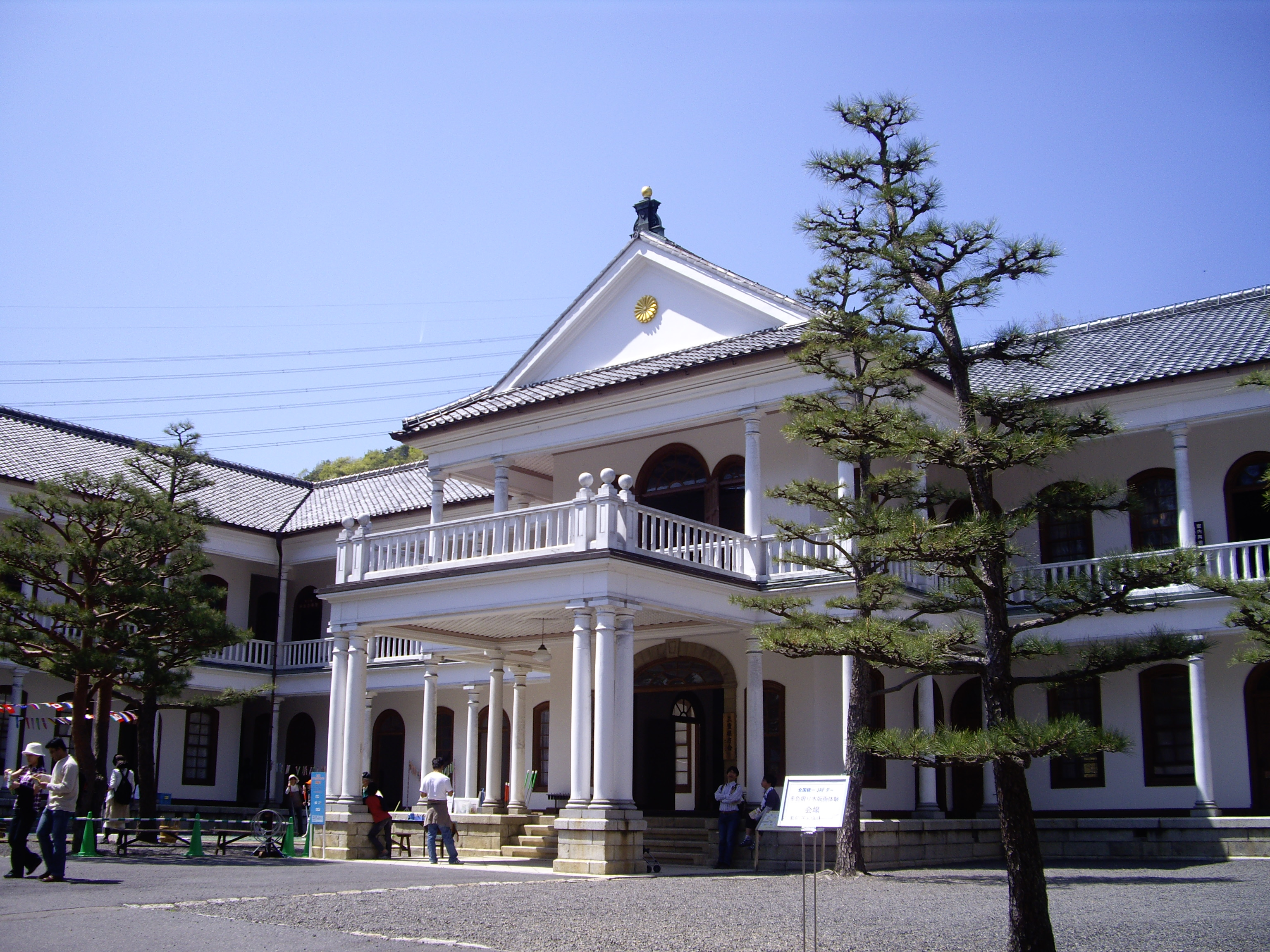
Das alte, zwischen 1879 und 1964 genutzte Gebäude der Präfekturverwaltung von Mie steht als „wichtiges Kulturgut“ Japans heute im Meiji-Museumsdorf in der Nachbarpräfektur Aichi.

Mit Einführung der modernen Gemeinden 1889 bestand die Präfektur (-ken) Mie aus einer kreisfreien Stadt (-shi), und 21 Landkreisen (-gun) mit 18 kreisangehörigen Städten (-machi/-chō) und 317 Dörfern (-mura/-son). Durch Eingliederungen und Fusionen sank die Zahl der Gemeinden von 340 (1920) über 109 (1955) auf 69 im Jahr 2000. Seit 2006 besteht die Präfektur aus 14 kreisfreien Städten und 15 [historisch kreisangehörigen] Städten in sieben Landkreisen. Drei dieser Landkreise bestehen aus jeweils nur noch einer Gemeinde. Am 10. Januar 2006 wurde das Dorf Udono (鵜殿村 Udono-mura) im Landkreis Süd-Muro (Minami-Muro-gun) in die Stadt Kihō eingemeindet. Damit gibt es keine Dörfer mehr in dieser Präfektur.
Die bevölkerungsreichste Stadt Yokkaichi erhielt am 1. November 2000 den Status einer „Sonderstadt“ (engl. special city als mehrdeutige Übersetzung von 特例市 tokurei-shi, wörtlicher „Ausnahmestadt“, nicht zu verwechseln mit special city als englische Übersetzung von tokubetsu-shi).
In nachstehender Tabelle sind die als Gebietskörperschaft in den 1920er Jahren abgeschafften, aber als geographische Einheit weiter genutzten Landkreise kursiv dargestellt, darunter jeweils eingerückt die zugehörigen Städte und Dörfer. Im Gebietskörperschaftscode stehen die ersten beiden Stellen für die Präfektur (ISO-Code), die dritte Stelle für die Art der Gebietskörperschaft (Präfektur 0, kreisfreie Städte 2, 3 bis 7 für kreisangehörige Städte und Dörfer sowie die Kreise selbst, denen aber nur bei manchen Institutionen wie dem Vermessungsamt ein Code zugewiesen ist). Am Anfang der Tabelle stehen die kreisfreien Städte.
| Code                                 | Name                               | Name        | Fläche (in km²) | Bevölkerung       | Bevölkerungs- dichte (Ew./km²) |                 |
| Code                                 | lat. Transkription                 | jp. Schrift | 1. Januar 2023  | 1. September 2020 | 1. Oktober 2015                | 1. Oktober 2015 |
| ------------------------------------ | ---------------------------------- | ----------- | --------------- | ----------------- | ------------------------------ | --------------- |
| 24201                                | Tsu-shi („Stadt Tsu“)              | 津市        | 711,18          | 273.267           | 279.886                        | 393,55          |
| 24202                                | Yokkaichi-shi                      | 四日市市    | 206,50          | 310.263           | 311.031                        | 1506,64         |
| 24203                                | Ise-shi („Stadt Ise“)              | 伊勢市      | 208,37          | 122.432           | 127.817                        | 613,47          |
| 24204                                | Matsusaka-shi                      | 松阪市      | 623,58          | 158.472           | 163.863                        | 262,78          |
| 24205                                | Kuwana-shi                         | 桑名市      | 136,68          | 138.798           | 140.303                        | 1026,51         |
| 24207                                | Suzuka-shi                         | 鈴鹿市      | 194,46          | 195.250           | 196.403                        | 1009,99         |
| 24208                                | Nabari-shi                         | 名張市      | 129,77          | 75.942            | 78.795                         | 607,19          |
| 24209                                | Owase-shi                          | 尾鷲市      | 192,71          | 16.079            | 18.009                         | 93,45           |
| 24210                                | Kameyama-shi                       | 亀山市      | 191,04          | 49.971            | 50.254                         | 263,05          |
| 24211                                | Toba-shi                           | 鳥羽市      | 107,34          | 17.421            | 19.448                         | 181,18          |
| 24212                                | Kumano-shi                         | 熊野市      | 373,35          | 15.806            | 17.322                         | 46,40           |
| 24214                                | Inabe-shi                          | いなべ市    | 219,83          | 45.323            | 45.815                         | 208,41          |
| 24215                                | Shima-shi („Stadt Shima“)          | 志摩市      | 178,94          | 45.834            | 50.341                         | 281,31          |
| 24216                                | Iga-shi („Stadt Iga“)              | 伊賀市      | 558,23          | 85.883            | 90.581                         | 162,26          |
| 24300                                | Kuwana-gun („Kreis Kuwana“)        | 桑名郡      | 15,74           |                   | 6357                           | 403,88          |
| 24303                                | Kisosaki-chō („Stadt Kisosaki“)    | 木曽岬町    | 15,74           | 6086              | 6357                           | 403,88          |
| 24320                                | Inabe-gun                          | 員弁郡      | 22,68           |                   | 25.344                         | 1117,46         |
| 24324                                | Tōin-chō                           | 東員町      | 22,68           | 25.658            | 25.344                         | 1117,46         |
| 24340                                | Mie-gun                            | 三重郡      | 121,72          |                   | 65.522                         | 538,26          |
| 24341                                | Komono-chō                         | 菰野町      | 107,01          | 40.329            | 40.210                         | 375,76          |
| 24343                                | Asahi-chō                          | 朝日町      | 5,99            | 11.070            | 10.560                         | 1762,94         |
| 24344                                | Kawagoe-chō                        | 川越町      | 8,72            | 15.048            | 14.752                         | 1689,81         |
| 24440                                | Taki-gun                           | 多気郡      | 506,98          |                   | 47.021                         | 92,75           |
| 24441                                | Taki-chō                           | 多気町      | 103,06          | 14.160            | 14.878                         | 144,36          |
| 24442                                | Meiwa-chō                          | 明和町      | 41,06           | 22.523            | 22.586                         | 550,34          |
| 24443                                | Ōdai-chō                           | 大台町      | 362,86          | 8699              | 9557                           | 26,34           |
| 24460                                | Watarai-gun                        | 度会郡      | 651,10          |                   | 45.467                         | 69,83           |
| 24461                                | Tamaki-chō                         | 玉城町      | 40,91           | 15.113            | 15.431                         | 377,19          |
| 24470                                | Watarai-chō                        | 度会町      | 134,98          | 7772              | 8309                           | 61,56           |
| 24471                                | Taiki-chō                          | 大紀町      | 233,32          | 7725              | 8939                           | 38,31           |
| 24472                                | Minami-Ise-chō („Stadt Süd-Ise“)   | 南伊勢町    | 241,89          | 10.926            | 12.788                         | 52,87           |
| 24540                                | Kita-Muro-gun („Kreis Nord-Muro“)  | 北牟婁郡    | 256,54          |                   | 16.338                         | 63,69           |
| 24543                                | Kihoku-chō                         | 紀北町      | 256,54          | 14.392            | 16.338                         | 63,69           |
| 24560                                | Minami-Muro-gun („Kreis Süd-Muro“) | 南牟婁郡    | 167,75          |                   | 19.948                         | 118,92          |
| 24561                                | Mihama-chō                         | 御浜町      | 88,13           | 7986              | 8741                           | 99,18           |
| 24562                                | Kihō-chō                           | 紀宝町      | 79,62           | 10.404            | 11.207                         | 140,76          |
| Zwischensumme -shi/kreisfreie Städte | 4.031,95                           |             | 1.589.868       | 394,32            |                                |                 |
| Zwischensumme -gun/Kreise            | 1.742,52                           |             | 225.997         | 129,7             |                                |                 |
| 24000 (ISO: JP-24)                   | Mie-ken („Präfektur Mie“)          | 三重県      | 5.774,48        | 1.768.632         | 1.815.865                      | 314,47          |

## Größte Orte
| VZ-Jahr   | Einwohner | Einwohner | Einwohner | Einwohner |
| VZ-Jahr   | 2015      | 2010      | 2005      | 2000      |
| --------- | --------- | --------- | --------- | --------- |
| Yokkaichi | 311.031   | 307.766   | 303.845   | 291.105   |
| Tsu       | 279.886   | 285.746   | 165.182   | 163.246   |
| Suzuka    | 196.403   | 199.293   | 193.114   | 186.151   |
| Matsusaka | 163.863   | 168.017   | 168.973   | 123.727   |
| Kuwana    | 140.303   | 140.290   | 138.963   | 108.378   |
| Ise       | 127.817   | 130.271   | 97.777    | 100.145   |
| Iga       | 90.581    | 97.207    | 100.623   | –         |
| Nabari    | 78.795    | 80.284    | 82.156    | 83.291    |
| Shima     | 50.341    | 54.694    | 58.225    | –         |
| Kameyama  | 50.254    | 51.023    | 49.253    | 39.334    |
| Inabe     | 45.815    | 45.684    | 46.446    | –         |
| Toba      | 19.448    | 21.435    | 23.067    | 24.945    |
| Owase     | 18.009    | 20.033    | 22.103    | 23.683    |
| Kumano    | 17.322    | 19.662    | 19.607    | 20.898    |
| Ueno      | –         | –         | –         | 61.493    |
| Hisai     | –         | –         | 42.191    | 41.063    |

- 1. Dezember 2003 – Die Kleinstadt Inabe gliedert drei Gemeinden ein und wird zur kreisfreien Stadt erhoben.
- 1. Oktober 2004 – Die Kleinstadt Shima gliedert vier Gemeinden ein und wird zur kreisfreien Stadt erhoben
- 1. November 2004 – die kreisfreie Stadt Iga entsteht durch Fusion der Stadt Ueno mit fünf Gemeinden.
- 1. Januar 2006 – Die kreisfreie Stadt Hisai wird neben acht anderen Gemeinden in die kreisfreie Stadt Tsu eingegliedert.

### Bevölkerungsentwicklung der Präfektur
| Census- Jahr | Gesamt- Bevölkerung | männliche Bevölkerung | weibliche Bevölkerung | Geschlechter- verhältnis Männer auf 1000 Frauen | Fläche in km2 | Bevölkerungs- dichte Einw. je km2 |
| ------------ | ------------------- | --------------------- | --------------------- | ----------------------------------------------- | ------------- | --------------------------------- |
| 1920         | 2.089.762           | 1.033.860             | 1.055.902             | 979,1                                           | 5055,06       | 413,40                            |
| 1920         | 1.069.270           | 525.957               | 543.313               | 968,1                                           | 5702,10       | 187,52                            |
| 1925         | 1.107.692           | 544.752               | 562.940               | 967,7                                           | 5702,10       | 194,26                            |
| 1930         | 1.157.407           | 571.000               | 586.407               | 973,7                                           | 5765,34       | 200,75                            |
| 1935         | 1.174.595           | 572.356               | 602.239               | 950,4                                           | 5765,28       | 203,74                            |
| 1940         | 1.198.783           | 585.427               | 613.356               | 954,5                                           | 5765,28       | 207,93                            |
| 1945         | 1.394.286           | 646.954               | 747.332               | 865,7                                           | 5765,28       | 241,84                            |
| 1950         | 1.461.197           | 704.805               | 756.392               | 931,8                                           | 5762,38       | 253,58                            |
| 1955         | 1.485.582           | 717.819               | 767.763               | 934,9                                           | 5765,85       | 257,65                            |
| 1960         | 1.485.054           | 716.715               | 768.339               | 932,8                                           | 5765,81       | 257,56                            |
| 1965         | 1.514.467           | 727.802               | 786.665               | 925,2                                           | 5767,80       | 262,57                            |
| 1970         | 1.543.083           | 742.461               | 800.622               | 927,4                                           | 5771,92       | 267,34                            |
| 1975         | 1.626.002           | 787.280               | 838.722               | 938,7                                           | 5773,59       | 281,63                            |
| 1980         | 1.686.936           | 817.578               | 869.358               | 940,4                                           | 5776,49       | 292,03                            |
| 1985         | 1.747.311           | 847.420               | 899.891               | 941,7                                           | 5777,57       | 302,43                            |
| 1990         | 1.792.514           | 869.515               | 922.999               | 942,1                                           | 5774,48       | 310,42                            |
| 1995         | 1.841.358           | 893.982               | 947.376               | 943,6                                           | 5773,66       | 318,92                            |
| 2000         | 1.857.339           | 901.380               | 955.959               | 942,9                                           | 5776,40       | 321,54                            |
| 2005         | 1.866.963           | 907.214               | 959.749               | 945,3                                           | 5776,68       | 323,19                            |
| 2010         | 1.854.724           | 903.398               | 951.326               | 949,6                                           | 5777,27       | 321,04                            |
| 2015         | 1.815.865           | 883.516               | 932.349               | 947,6                                           | 5774,40       | 314,47                            |

## Geschichte
- 1868 (Boshin-Krieg/Meiji-Restauration): Gründung der Präfektur (zunächst -fu, später -ken) Watarai[12] (Sitz der Präfekturverwaltung: Yamada im Kreis Watarai der Provinz Ise) aus der Vogtei Yamada (Yamada bugyō) des Shogunats
- 1871 (Abschaffung der Han, erste Präfekturfusionen und Bereinigung von Exklaven):
  - Gründung der Präfektur Anotsu (Verwaltungssitz: Anotsu [wörtl. „Hafen von Anō“], Kreis Anō, Provinz Ise) aus den Präfekturen/Ex-Fürstentümern (-han) Tsu, Nagashima, Kuwana, Komono, Kameyama und Kanbe
  - Erweiterung der Präfektur Watarai um die Präfekturen/Ex-Fürstentümer Hisai und Toba
  - Nach Bereinigung umfasste Watarai fünf Kreise der Provinz Ise, ganz Shima und einen kleinen Teil von Kii, zu Anotsu gehörte der Rest von Ise sowie Iga.
- 1872: Verlagerung des Verwaltungssitzes der Präfektur Anotsu nach Yokkaichi im Kreis Mie und Umbenennung in Präfektur Mie
- 1873: Rückverlegung der Hauptstadt nach Anotsu[13]
- 18. April 1876: Vereinigung der Präfekturen Mie und Watarai zur neuen Präfektur Mie

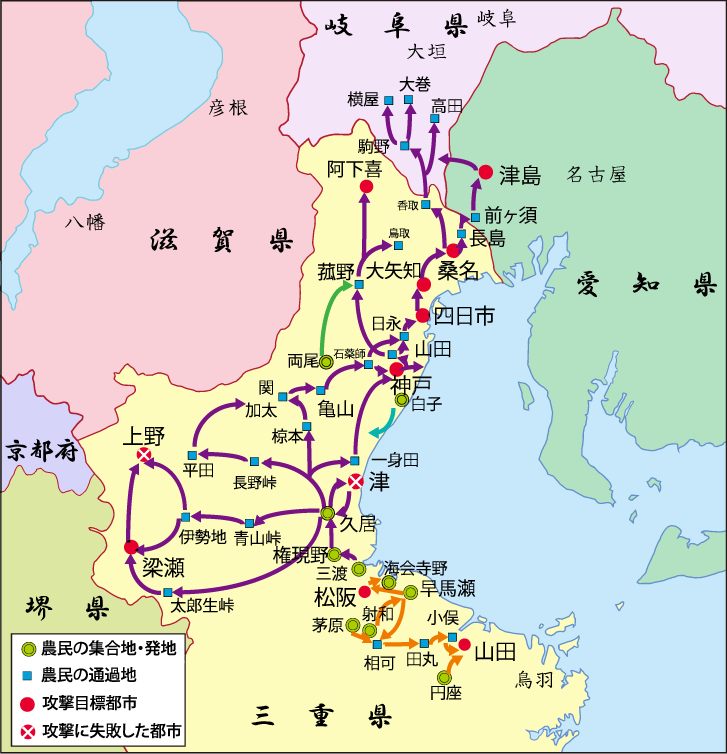
Ausbreitung der Ise-Aufstände 1876: in grün aufständische Orte/Sammelorte der Bauern, in rot städtische Eroberungsziele, gekreuzt gescheiterte Angriffe

- 1876: Ise-Aufstände (伊勢暴動 Ise bōdō): In der Provinz Ise erhebt sich die Landbevölkerung gegen die 1873 reformierten Grundsteuern, die Revolte erfasst den Großteil von Mie und breitet sich bis in die Nachbarpräfekturen Aichi, Gifu und Sakai (heute Nara) aus. Der Aufstand wird von Garnison und Polizei niedergeschlagen, aber auch 1877 die Grundsteuer gesenkt.
- 1946: Gründung des Ise-Shima-Nationalparks
- 1956: Eisenbahnunfall von Rokken
- 1959: Ise-Bucht-Taifun: 320.000 Opfer
- 1973: Partnerschaft zwischen Mie und São Paulo, Brasilien
- 1982: Eröffnung des Mie-Kunstmuseums
- 1986: Zusammenarbeit zwischen Mie und Henan, China
- 1992: Partnerschaft zwischen Mie und Valencia, Spanien
- 1996: Zusammenarbeit zwischen Mie und der Republik Palau

## Sehenswürdigkeiten
- Ninjahaus im Iga-Stil: Eine Reproduktion eines Ninjahauses mit versteckten Schrifttafeln und geheimen Wegen.
- Ise-jingū: Ein Shintō-Schrein der im Schrein-Shintō als das höchste Heiligtum Japans gilt, bestehend aus zwei Hauptschreinen und 125 Nebenschreinen.
- Ise Sengoku: Ein historisches Dorf, das die Sengoku-Zeit und der Azuchi-Momoyama-Zeit darstellt. Das Dorf wird oft für historische Filme verwendet.
- Mie-Kunstmuseum: Sammlungen über den westlichen Stil der japanischen Kunst.
- Sakakibara Onsen: Dies ist ein Onsen in Hisai (heute: Tsu).
- Shima-Spain-Mura: Ein spanischer Themenpark in Sakazaki, Isobe-chō, Shima.
- Suzuka International Racing Course: Weltweit bekannte Formel-1-Rennstrecke

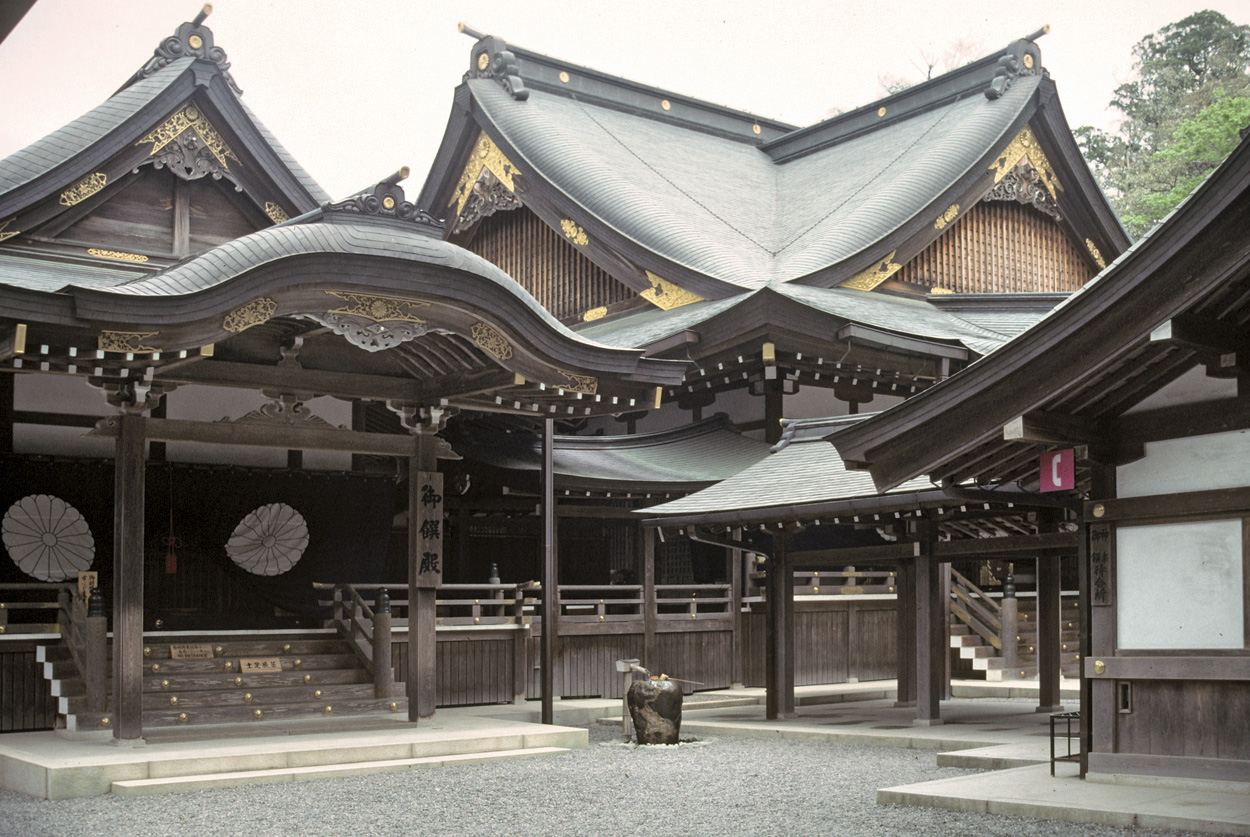
Ise-Schrein
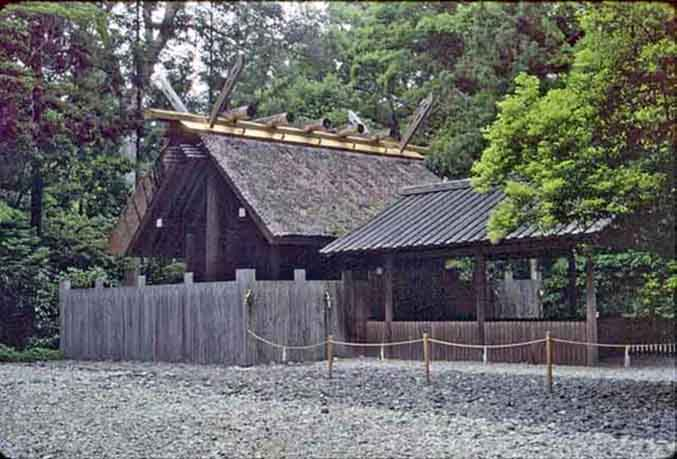
Ise-Schrein
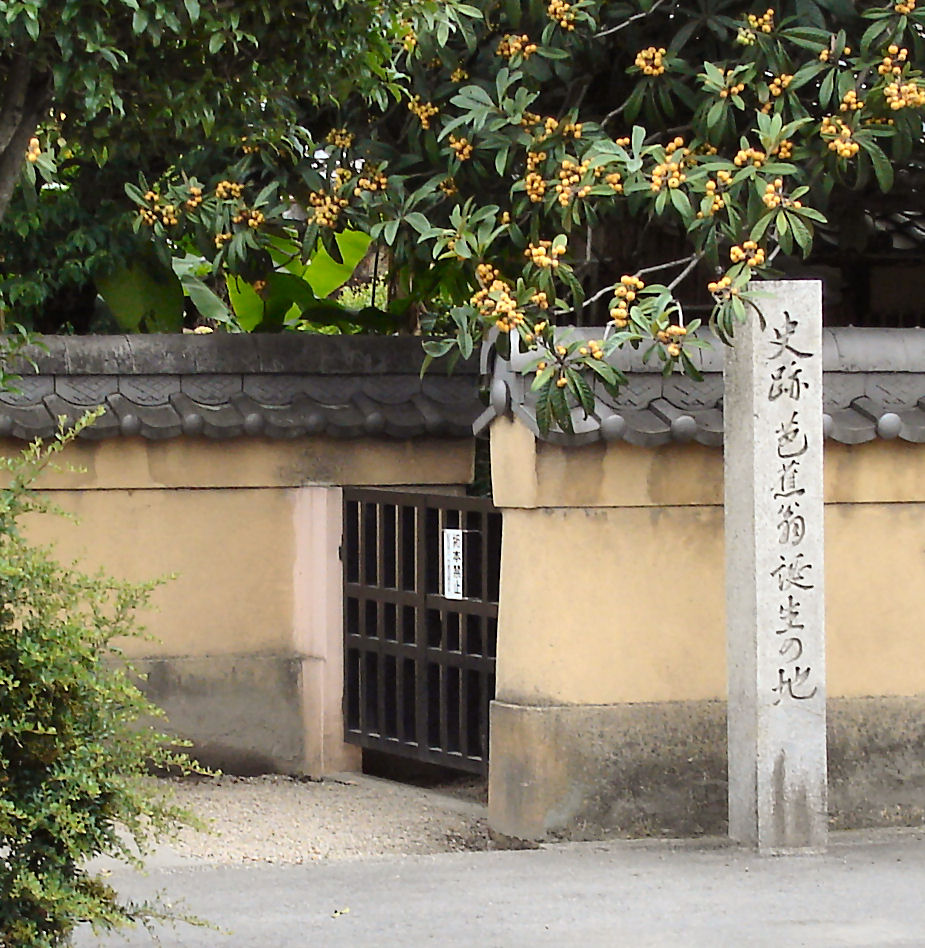
Geburtsort von Matsuo Bashō
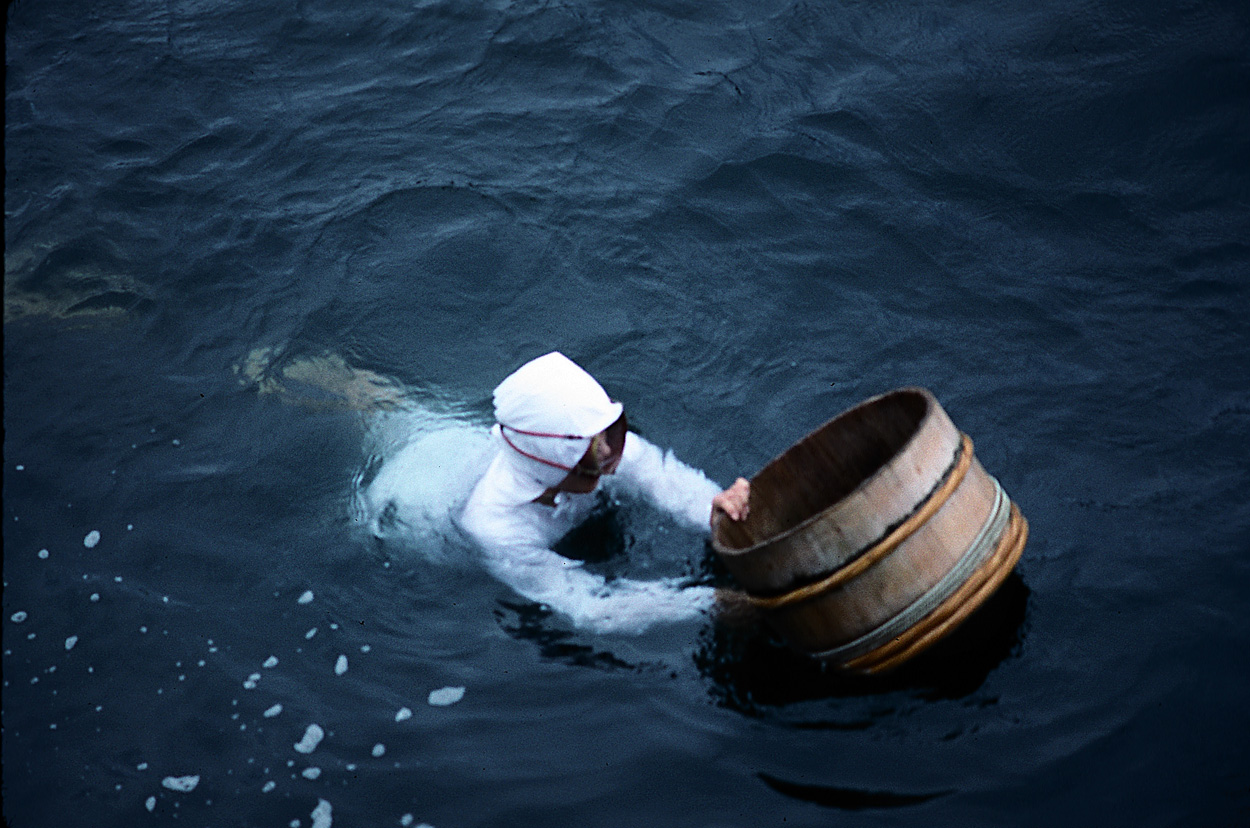
Perlentaucherin
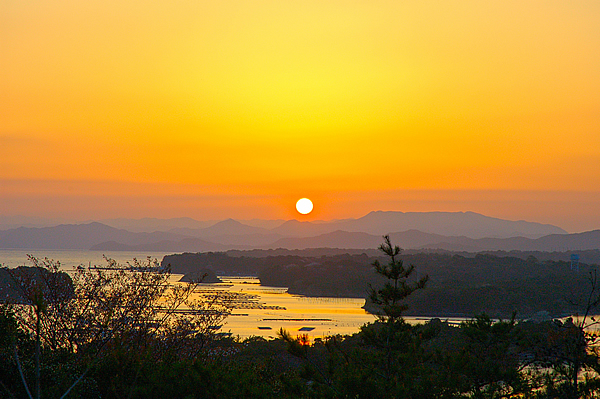
Ago-Bucht

## Feste
- 1. Januar: Geta Matsuri in Toba
- 1.–5. Februar: Yaya Matsuri: Fest des Owase-jinja mit einer Daimyō-Parade.
- Früher Juni: Shiokake Matsuri (Fest der Gesundheit) in Owase
- 24. Juni: Izonomiya Otaue Matsuri in Isobe-chō, Shima (Fruchtbarkeitsfest für den Reis)
- 11. Juli: Shirongo Matsuri in Toba (Unterhaltsames Fest der Frauen)
- Erstes Wochenende im August: Ishidobe Matsuri in Kuwana.
- 17. August: Kumano Hanabi Matsuri in Kumano. Fest mit einem Feuerwerk.
- Dritter Septembersonntag: Waraji Matsuri (Fest der Strohsandalen) in Daiō-chō, Shima
- 23.–25. Oktober: Ueno Tenjin Matsuri in Ueno, Iga (Herbstfest von dem Sugawara-jinja)
- 3. November: Nigishima Matsuri (二木島祭) in Nigishima-chō, Kumano (Fest für Stadtsicherheit.)
- 31. Dezember: Nanori Shimenawakiri in Daiō-chō, Shima (Fest der Ernte)

## Sport
In dem Ort Suzuka finden die japanischen Formel-1-Rennen statt.

## Partnerschaften
Die Präfektur Mie unterhält Partnerschaften mit:
- Provinz Henan in der Volksrepublik China
- Republik Palau
- Bundesstaat São Paulo in Brasilien
- Region Valencia in Spanien